# Tashedkhonsou
 (signalé en juin 2025).
Si vous disposez d'ouvrages ou d'articles de référence ou si vous connaissez des sites web de qualité traitant du thème abordé ici, merci de compléter l'article en donnant les références utiles à sa vérifiabilité et en les liant à la section « Notes et références ».
- Archive Wikiwix
- Bing
- Cairn
- DuckDuckGo
- E. Universalis
- Gallica
- Google
- G. Books
- G. News
- G. Scholar
- Persée
- Qwant
- (zh) Baidu
- (ru) Yandex
- (wd) trouver des œuvres sur Wikidata

Tashedkhonsou est une reine égyptienne de la XXIIe dynastie. Elle est l'épouse d'Osorkon Ier, deuxième souverain de cette dynastie que l'on qualifie souvent de libyenne en raison de ses origines. 

## Généalogie
La place et le rang de Tashedkhonsou sont connus grâce à la stèle de Pasenhor découverte au Sérapéum de Saqqarah. Elle est la fille du grand prêtre de Ptah Chedsounéfertoum et de la princesse Mehtenoueskhet, et donc une nièce du fondateur de la dynastie Sheshonq Ier.
Elle épouse son cousin qui monte sur le trône d'Horus sous le nom d'Osorkon Ier et lui donne trois fils :
- Takélot Ier qui succèdera à son demi-frère Sheshonq II ;
- Iouwelot qui sera grand prêtre d'Amon à Thèbes ;
- Smendès III qui sera également grand prêtre d'Amon à Thèbes.

L'existence de Tashedkhonsou nous est d'ailleurs confirmée par un ouchebti à son nom, découvert dans la tombe de Takélot Ier mise au jour à la fin des années 1930 dans la nécropole royale de Tanis.

## Sépulture
La sépulture de Tashedkhonsou n'a pas été découverte à ce jour. La présence d'un ouchebti à son nom dans la tombe de son fils à Tanis ne suffit pas à déterminer si la tombe de la reine se situe dans cette capitale ni de savoir si elle a été pillée, aucun autre indice provenant de sa sépulture n'étant connu à ce jour.